# Huleaipole, Krînîcikî
Huleaipole (în ucraineană Гуляйполе) este localitatea de reședință a comunei Huleaipole din raionul Krînîcikî, regiunea Dnipropetrovsk, Ucraina.

## Demografie
Componența lingvistică a localității Huleaipole
     Ucraineană (94,48%)
     Rusă (4,76%)
     Alte limbi (0,42%)
Conform recensământului din 2001, majoritatea populației localității Huleaipole era vorbitoare de ucraineană (94,48%), existând în minoritate și vorbitori de rusă (4,76%).